# Guerra civil durante el Mandato de Palestina
La guerra civil durante el Mandato de Palestina, también denominada guerra palestino-sionista, abarcó el periodo del 30 de noviembre de 1947 —el día siguiente a la firma del Plan de partición de Palestina— al 14 de mayo de 1948, que marcó el fin del Mandato británico en Palestina, y tras el que dio comienzo la guerra árabe-israelí de 1948.
Durante este conflicto, las comunidades judías y árabes de Palestina se enfrentaron entre sí, mientras que los británicos, que tenían la responsabilidad de garantizar la seguridad del país, iniciaron los preparativos para su retirada del Mandato y no intervinieron más que puntualmente. 
Al final de la fase de guerra civil de la guerra, desde abril de 1948 hasta mediados de mayo, las fuerzas sionistas se embarcaron en una ofensiva identificada posteriormente como Plan Dalet, conquistando ciudades y territorios de Palestina asignados a un futuro Estado judío, así como los asignados al corpus separatum de Jerusalén y a un futuro Estado árabe según el Plan de las Naciones Unidas para la partición de Palestina.
La fase siguiente, la guerra árabe-israelí de 1948, se inició el 15 de mayo de 1948, con la creación del Estado de Israel y la intervención en la guerra de los ejércitos de varios Estados árabes vecinos, que atacaron al nuevo Estado judío.
Durante la guerra civil del Mandato de Palestina comenzó también la Nakba: la expulsión o huida de más de 700.000 palestinos (unos dos tercios de la población) de sus hogares ante los ataques y los avances de las fuerzas judías. A la conclusión de la guerra árabe-israelí, las autoridades israelíes no les permitieron volver a sus hogares, lo que creó el problema de los refugiados palestinos y sentó las bases del conflicto palestino-israelí.

## Antecedentes
Desde 1920, la región de Palestina estaba bajo control y administración británica, encomendada por la Sociedad de Naciones. Al igual que los Mandatos de Mesopotamia y de Siria, el Mandato británico de Palestina era un mandato de tipo A, es decir, se consideraba que había alcanzado cierto grado de desarrollo que haría posible su viabilidad como país independiente y donde el cometido de las potencias mandatarias consistía precisamente en poner en marcha y acelerar el acceso a una plena soberanía. En el caso de Palestina, la creciente inmigración judía, iniciada entre fines del siglo XIX e inicios del siglo XX, fue incentivada por la Declaración Balfour del 2 de noviembre de 1917, por la cual el gobierno británico se declaraba "favorablemente interesado en la fundación de un national home para el pueblo judío". Se calcula que, entre 1922 y 1942, el porcentaje de población judía en la región ascendió del 10 % al 31 % y que en 1939 los terrenos que los efendi árabes vendieron a los colonos judíos cubrían una extensión de 150 000 hectáreas, correspondiente a una cuarta parte de toda la superficie cultivable.
A medida que la inmigración judía crecía, la convivencia entre la población árabe palestina y los colonos, que procedían en su mayoría de Europa oriental y central, se hacía cada vez más difícil y la única medida que tomaron las autoridades para suavizar la tensión fue el control gradual del flujo de inmigrantes según las circunstancias. En 1920 tuvo lugar el primer episodio de violencia, cuando durante una festividad religiosa árabe sus líderes incitaron a las masas a la violencia, atacando a los judíos de la Ciudad Vieja de Jerusalén, con el resultado de 12 muertos y 250 heridos (Pogromo de Jerusalén en 1920). El siguiente episodio de violencia tuvo lugar al año siguiente, 1921, cuando con motivo de una pelea entre socialistas y comunistas con motivo de las celebraciones del 1 de mayo en Jaffa, un gran grupo de árabes entró en edificios de judíos, asesinando a 45 e hiriendo a otros 146, tanto por la calle como en sus casas, resultando posteriormente 48 árabes muertos y 73 heridos en enfrentamientos con las fuerzas británicas para el restablecimiento del orden (Disturbios de Jaffa de 1921). El siguiente episodio de violencia con resultado de muertes tuvo lugar en 1929, cuando el 23 de agosto una multitud de árabes, encolerizados por un falso rumor divulgado por el líder palestino y Gran Muftí de Jerusalén Amin al-Husayni, que acusaba a los judíos de atacar la mezquita de Al-Aqsa en Jerusalén, asaltaron durante el sabbat la sinagoga y varias casas de judíos en Hebrón, asesinando a 67 de ellos e hiriendo a otros 66, obligando a la comunidad judía de Hebrón a huir de la ciudad y apropiándose de sus pertenencias, que los judíos no recuperarían hasta la guerra de los Seis Días (Matanza de Hebrón de 1929).
La lucha palestina culminó con la Gran Revuelta de 1936-1939. Dirigida por los nacionalistas palestinos, se oponía tanto al sionismo como a la presencia británica en Palestina y a los políticos palestinos, reivindicando un nacionalismo panárabe. La represión británica fue sangrienta y la reacción de las organizaciones sionistas, violenta; no obstante, al final, los nacionalistas palestinos obtuvieron de los británicos una disminución draconiana de la inmigración judía traducida en el Libro Blanco de 1939. Pero las consecuencias fueron graves: la revuelta había acabado con la vida de cerca de 5000 árabes y de 500 judíos. Las diversas organizaciones sionistas paramilitares fueron fortalecidas y la mayor parte de los miembros de la élite política palestina fue detenida y forzada al exilio. Entre ellos, se encontraba el jefe del Comité Supremo Árabe, Amin al-Husayni, quien se refugió en la Alemania nazi, convirtiéndose en el principal aliado islámico del Tercer Reich.
Tras la Segunda Guerra Mundial y el drama del Holocausto, el movimiento sionista atrajo simpatías. En Palestina, los grupos de la derecha sionista llevaron a cabo una campaña de violencia contra la "ocupación" británica marcada por varios atentados. Los nacionalistas palestinos se reorganizaron, pero siguieron estando muy retrasados con respecto a los sionistas; sin embargo, la debilidad de las potencias coloniales reforzó a los países árabes y la recientemente formada Liga Árabe apoyó las reivindicaciones nacionalistas palestinas y les sirvió de portavoz.
La diplomacia no logró conciliar los puntos de vista. El 18 de febrero de 1947, los británicos anunciaron el abandono de su mandato sobre la región. El 29 de noviembre de 1947, la Asamblea General de Naciones Unidas aprobó un Plan de partición de Palestina con el apoyo de las grandes potencias, pero no de los británicos y en contra del conjunto de los países árabes. Nadie en la época dudaba que la guerra era inevitable, sobre todo debido al trazado de las fronteras, pero ni los árabes ni los judíos estuvieron preparados para ella.

## Estallido de la guerra civil
El día después de la aprobación del plan de partición de Palestina por la ONU, las manifestaciones de alegría de la comunidad judía se vieron contrarrestadas por las manifestaciones de oposición árabe en todo el país y el 1.º de diciembre, el Comité Supremo Árabe decretó una huelga de tres días. Un "viento de violencia" se instaló rápida y espontáneamente, anunciando la "guerra civil".

### Aumento de la violencia

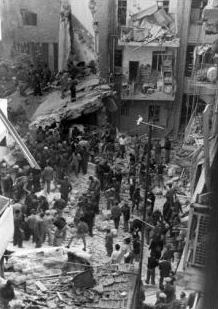
La calle Ben Yehuda después del atentado del 22 de febrero de 1948.

En todas las zonas mixtas que eran habitadas por ambas comunidades, en particular, en Jerusalén y Haifa, se sucedieron ataques, represalias y contra-represalias cada vez más violentas. Los disparos al aire evolucionaban en batallas; los ataques contra el tráfico se transformaban en emboscadas. Se producían atentados cada vez más sangrientos, a los que les seguían a su vez disturbios, represalias y otros atentados.
Por ejemplo, el 30 de diciembre en Haifa, miembros del Irgún, en represalia por recientes ataques a civiles judíos, lanzaron dos bombas en medio de una multitud de obreros árabes que hacían cola delante de una refinería, matando a 6 de ellos e hiriendo a 42. La multitud encolerizada mató en represalia a 39 judíos antes de que los soldados británicos restablecieran la calma. En represalia, el 31 de diciembre, unos soldados de Palmaj y de la brigada Carmel atacaron el pueblo de Balad-al-Sheikh y de Hawassa. Según diferentes historiadores, esta incursión tuvo como resultado entre 21 y 70 muertos.
El 22 de febrero, en Jerusalén, los hombres de Amin al-Husayni organizaron con la ayuda de desertores británicos un triple atentado con coches bomba dirigidos a las oficinas del periódico The Palestine Post, el mercado de la calle Ben Yehuda y el patio trasero de las oficinas de la Agencia judía. Los atentados tuvieron como resultado, respectivamente, 22, 53 y 13 judíos muertos y centenares de heridos. En represalia, el 29 de febrero, Lehi dinamitó la vía ferroviaria que conectaba El Cairo con Haifa, al norte de Rejovot, provocando la muerte de 28 soldados británicos e hiriendo a 35. Reiteró la operación el 31 de marzo, cerca de Cesarea Palestina, matando a 40 personas e hiriendo a 60, de los cuales la mayoría estaba compuesta por civiles árabes.
Durante el período comprendido entre diciembre de 1947 y enero de 1948 se contabilizaron cerca de 1000 muertos y 2000 heridos. A finales de marzo de 1948, un informe calculó más de 2000 muertos y 4000 heridos. Estas cifras representan una media de más de 100 muertos y 200 heridos por semana. Y esto, de un total de 2 millones de habitantes.

### Guerra de rutas y bloqueo de Jerusalén

#### Situación geográfica de zonas judías

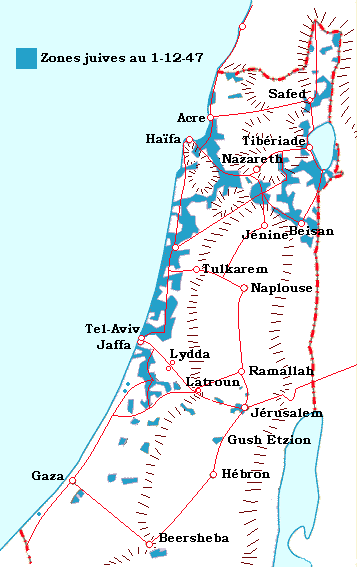
Zonas de asentamientos judíos y caminos de Palestina, 1.º de diciembre de 1947.

Fuera de las zonas costeras, los asentamientos judíos o Yishuv en Palestina estaban muy dispersos. La comunicación entre la zona central más desarrollada y las zonas periféricas se efectuaba por conexiones terrestres. Estas conexiones constituían un objetivo mucho más fácil que la mayor parte que atravesaba las localidades árabes o incluso zonas enteramente árabes.
En este contexto, el "aislamiento" de los 100 000 judíos de Jerusalén y sus alrededores (como el asentamiento de Kfar Etzion, a mitad de camino en la ruta estratégica entre Jerusalén y Hebrón), las 27 aldeas y asentamientos en el Néguev y los del norte de Galilea constituían una debilidad estratégica para el Yishuv.
Se consideró la posibilidad de evacuar estas áreas difícilmente defendibles, pero en Jerusalén, como en toda Palestina, la política de la Haganá había sido establecida de forma tajante por Ben-Gurión: « Lo que tienen los judíos debe ser conservado. Ningún judío debe abandonar su casa, su finca o kibutz o su trabajo sin autorización. Cada puesto de avanzada, cada colonia, cada pueblo, sea cual sea el aislamiento, deben ser ocupados como si se tratara de la propia Tel Aviv.» De esta forma, ningún asentamiento judío fue evacuado antes de la invasión de mayo de 1948. Solo una docena de kibutz de Galilea, así como aquellos de Kfar Etzion, enviaron a sus mujeres y niños a las zonas más seguras del interior.
Ben-Gurión dio instrucciones para reforzar los asentamientos del Néguev en cuanto a hombres y materiales, particularmente en los kibutz de Kfar Darom o Yad Mordechai (al norte de Gaza), Revivim (al sur de Beerseba) y a Kfar Etzion. Consciente del peligro que pesaba sobre el Néguev, el Comandante Supremo de la Haganá le asignó un batallón entero de palmaj para su defensa.
El caso de Jerusalén era todavía más crítico, debido a la importancia de su población judía (1/6 del total de Yishuv) y a la gran dificultad de acceso a la ciudad. La carretera Tel Aviv - Jerusalén era larga y escarpada. Dejaba la zona judía de Hulda, para luego seguir al pie de las estribaciones de Latrun. Seguidamente, el viaje de 28 kilómetros entre Bab-el-Ued y Jerusalén tomaba no menos de 3 horas y la carretera atravesaba o pasaba cerca de aldeas árabes, tales como Saris, Qastel, Deir Yassin o Qaluniya.

#### Estrategia de Abdelkader al-Husayni

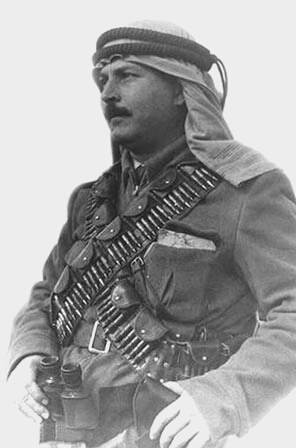
Abdelkader al-Husayni.

Abdelkader al-Husayni llegó a Jerusalén en diciembre de 1947 con el objetivo de « sofocar» a la comunidad judía de la ciudad. Se instaló en Tzurif, un pueblo al suroeste de Jerusalén con sus hombres: una centena de combatientes que habían sido entrenados en Siria antes de la guerra y que servían de cuadros para su ejército, el Ejército de la Guerra Santa. Se reunieron con un centenar de jóvenes aldeanos y de veteranos del Ejército británico. De esta manera, el ejército sumó rápidamente varios miles de hombres y transfirió su cuartel general y su centro de entrenamiento a Bir Zeit, cerca de Ramala. Su zona de influencia se extendía hasta Lod y Ramla, donde Hasan Salama, un veterano de la Gran Revuelta Árabe de 1936-1939 que estaba a la cabeza de mil hombres, coordinaba sus acciones con Abdelkader al-Husayni en el hostigamiento del tráfico terrestre.
El 10 de diciembre tuvo lugar el primer ataque organizado sobre un convoy entre Belén y Kfar Etzion, en el cual fueron asesinados diez pasajeros y miembros de la escolta. El 14 de enero, Abdel Kader llevó a cabo en persona un ataque contra Kfar Etzion, en el cual participaron mil hombres. El ataque fue un fracaso y dejó 200 muertos tras de sí; sin embargo, una sección de 35 hombres del palmaj que trataba de reforzar el asentamiento fue sorprendida, cercada y masacrada.
El 25 de enero se produjo un ataque de envergadura en el poblado árabe de Qastel. A raíz de un llamado de Abdelkader al-Husayni, varias aldeas en el noreste de Jerusalén se unieron al ataque. Otros prefirieron no participar por temor a las represalias o se disculparon con sus vecinos judíos alegando que el llamado no concernía al ataque del convoy, sino a la defensa de la aldea cercana de Bet Suriq.
La campaña por el control de las rutas tomó un carácter militar creciente y centralizó el esfuerzo de guerra árabe. A partir del 22 de marzo, los convoyes de aprovisionamiento hacia Jerusalén dejaron de circular. Ese día, un convoy de una treintena de vehículos fue destruido a la entrada de Bab-el-Oued. El 27 de marzo, un importante convoy de abastecimiento de regreso de Kfar Etzion cayó en una emboscada al sur de Jerusalén. Cercados por varios miles de árabes y con pocas municiones, solicitaron la ayuda de los soldados británicos tras 24 horas de combate; sin embargo, debieron abandonar las armas y municiones, pero sobre todo los vehículos, a los árabes.
Según un informe británico, la situación de Jerusalén, donde ya se estaba aplicando el racionamiento de alimentos, podía convertirse en desesperada después del 15 de mayo. En el mismo periodo, la situación era también crítica para los judíos de otros lugares del país. El 26 de marzo, las colonias del Néguev fueron aisladas debido a la imposibilidad de utilizar la ruta costera del sur que pasaba por zonas con una densa población árabe. El 27 de marzo, un convoy de reabastecimiento destinado a los kibutz aislados del noroeste de Galilea fue atacado en la región de Haifa. Entre 42 y 47 combatientes de la Haganá y un centenar del Ejército de Liberación Árabe murieron y todos los vehículos fueron destruidos.

#### Balance
El balance de las pérdidas sufridas la última semana de marzo fue desfavorable para la Haganá: tres convoyes grandes fueron emboscados, más de 100 soldados muertos y lo esencial de la flota de vehículos blindados fue destruida.
En general, Jerusalén occidental se "asfixiaba" poco a poco, no se podía llegar a los asentamientos de Galilea más que a través del valle de Jordania y la carretera de Nahariya, ambos dominados por aldeas árabes. No se podía mantener comunicación con la propia Haifa a través de Tel Aviv por la carretera principal de la costa, dado que una "cadena" de pueblos árabes dominaba el lado norte. Al sur, cerca de Hebrón, las cuatro colonias de Kfar Etzion estaban sitiadas. La veintena de asentamientos del Néguev estaban aislados y el ducto que los abastecía de agua era regularmente saboteado. Esta situación, la necesidad de preparación de los yishuv para el ataque previsto de los Estados árabes en mayo y los progresos en la partida de los británicos impulsaron a la Haganá a optar por la ofensiva y por la aplicación del plan Daleth en abril.

### Entrada de fuerzas extranjeras en Palestina

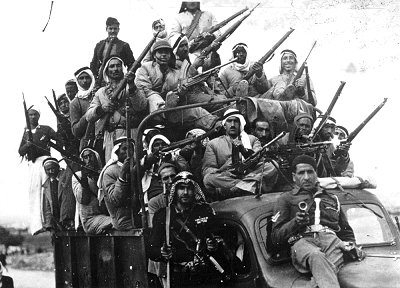
Voluntarios árabes en Palestina (1947).

La violencia se intensificó y ciertas operaciones hicieron intervenir a los militares. Aunque eran responsables de la ley y el orden hasta el final del mandato, las autoridades británicas no intentaron recuperar el control de la situación, pues estaban más involucrados en la liquidación de la administración y en la evacuación de sus tropas. Así mismo, alegaron que ya habían perdido bastantes hombres en este conflicto.
Los británicos no pudieron (o no quisieron) impedir la entrada en Palestina de fuerzas extranjeras. Según un Informe especial de la Comisión sobre Palestina:
- En la noche del 20 al 21 de enero, una tropa compuesta de 700 sirios listos para la batalla, bien equipados y con disposición de transportes mecanizados entró en Palestina « a través de Jordania».
- El 27 de enero, una « banda de 300 hombres procedentes del exterior de Palestina, se estableció en la región de Safed, en Galilea, y probablemente fue responsable de los ataques intensivos de mortero y artillería pesada de la semana contra la colonia de Yechiam.»
- En la noche del 29 al 30 de enero, una tropa compuesta por 950 hombres del Ejército de Liberación Árabe, comandada por Fawzi al-Qawuqji y transportada en 19 vehículos de árabes no palestinos, entró en Palestina « a través del puente Damiyeh y se dispersó en los pueblos de Nablus, Yenín y Tulkarem».

Estas eran las tropas del Ejército de Liberación Árabe que entraron en Palestina entre el 10 de enero y principios de marzo:
- El 2.º regimiento Yarmuk bajo las órdenes de Adib Shishakli entró en Galilea a través del Líbano durante la noche del 11 al 12 de enero, pasó por Safed y luego se instaló en el pueblo de Sasa. Estaba compuesto por un tercio de palestinos y un cuarto de sirios;
- el 1.er. Regimiento Yarmuk, bajo las órdenes de Muhammad Tzafa, entró en Palestina la noche del 20 al 21 de enero a través del puente de Damia sobre el río Jordán y se dispersó en Samaria. Estableció su cuartel general en el norte de Samaria, en Tubas. Estaba compuesto principalmente por palestinos e iraquíes;
- el Regimiento Hittin, bajo las órdenes de Madlul Abbas, se instaló en el oeste de Samaria y su cuartel general se instaló en Tulkarem;
- el Regimiento Hussein ibn Ali reforzó Haifa, Jaffa, Jerusalén y varias ciudades más;
- el Regimiento Qadassia y una unidad circasiana quedaron en reserva en Jab'a.

Qawuqji llegó el 4 de marzo con el resto de la logística y una centena de voluntarios de Bosnia e instaló su cuartel general en la aldea de Jab'a sobre la carretera Nablus-Yenín. También estableció un centro de entrenamiento para los voluntarios palestinos.
Alan Cunningham, el Alto Comisionado británico en Palestina, protestó enérgicamente ante el gobierno jordano contra estas incursiones, teniendo como única reacción la queja de Alek Kirkbride por « su tono hostil y sus amenazas» al ministro Bevin: « Ningún esfuerzo serio se dio para impedir la incursión.» Los británicos y los servicios de inteligencia de los Yishuv esperaban una ofensiva para el 15 de febrero que no tuvo lugar finalmente; parece que debido a que las tropas del Muftí no estaban todavía listas.
En marzo, un destacamento iraquí del Ejército de Liberación Árabe llegó a reforzar las tropas palestinas de Hasan Salama en la región de Lod y Ramla para entrenar a los reclutas mientras que Abdelkader al-Husayni instaló su cuartel general en Bir Zeit, a 10 km al norte de Ramala, debido a la presencia de Fawzi al-Qawuqji en Samaria. Al mismo tiempo, unos voluntarios norteafricanos, principalmente libios y varios centenares de Hermanos Musulmanes entraron en Palestina. En marzo, un primer contingente llegó a Gaza y algunos se infiltraron hasta Jaffa.

### Moral de los combatientes
Estas primeras victorias reforzaron la moral de los combatientes árabes. El Comité Supremo Árabe estaba decidido a oponerse a la realización del plan de partición. En un comunicado de prensa del 6 de febrero dirigido al Secretario General de la ONU, declaró que:
Los árabes de Palestina consideran que toda tentativa de los judíos o de cualquier potencia o grupo de potencias de establecer un Estado judío en un territorio árabe es un acto de agresión, al cual se resistirá por la fuerza.(...)
El prestigio de las Naciones Unidas será mejor atendido al abandonar y no imponer tal injusticia.(...)
Los árabes de Palestina hicieron la declaración solemne ante las Naciones Unidas, ante Dios y ante la Historia de que no se someterán jamás a ninguna potencia que venga a Palestina a imponer una partición. El único medio para establecer una partición será antes que nada eliminarlos: hombres, mujeres y niños.
A inicios de febrero de 1948, la moral de los dirigentes judíos no se había elevado: « el desaliento y la desesperación resultan claramente las notas tomadas en las reuniones del partido Mapai». « Los ataques contra las colonias y las carreteras principales han cogido desprevenida a la dirección judía que había infravalorado la intensidad de la reacción árabe.» La situación de los 100 000 judíos de Jerusalén era precaria y el reabastecimiento de la ciudad podía ser interrumpido.
A pesar de los reveses en el terreno, las fuerzas judías y, en particular, la Haganá seguían siendo superiores en número y calidad que las fuerzas árabes, tanto del Comité Superior Árabe como del Ejército Árabe de Liberación. « La Haganá se mantuvo en posiciones estáticas por el temor de ver a los británicos tomar la defensa de los árabes en caso de una ofensiva sionista. Debían esperar que la retirada británica sea lo suficientemente importante como para que cualquier posible intervención de estos últimos sea descartada».

### Primera oleada de refugiados árabes
La moral de los combatientes y de los políticos no era compartida por la población palestina: el « pánico creció entre las clases pudientes árabes y se presentó un éxodo regular de parte de quienes podían permitirse dejar el país». Desde diciembre de 1947 hasta enero de 1948, alrededor de 70 000 árabes huyeron de los poblados. A fines de marzo, el total de refugiados ascendía a aproximadamente 100 000 palestinos.
Estos pobladores constituyeron la primera oleada, principalmente voluntaria de refugiados palestinos del conflicto. Entre ellos, se encontraba principalmente a miembros de las clases medias y altas, esto es, la mayor parte de las familias de los representantes del Comité Supremo árabe o de los dirigentes locales. Partieron igualmente los árabes extranjeros instalados en Palestina. Ciertamente, todos esperaban regresar a Palestina una vez que las hostilidades terminaran.

### Decisiones políticas extranjeras
Varias decisiones políticas tomadas en el extranjero tuvieron una influencia importante sobre el giro del conflicto.

#### La decisión británica por la opción jordana

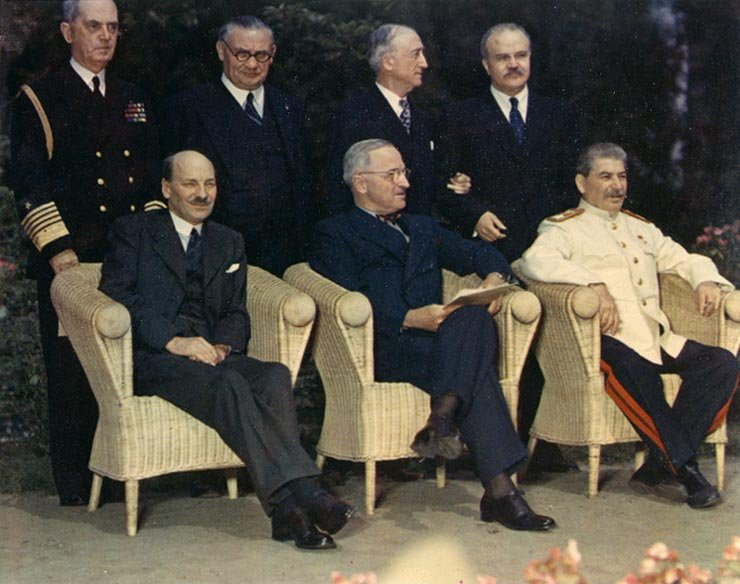
Responsables de la política extranjera luego de la Segunda Guerra Mundial reunidos en Potsdam (1945): Harry S. Truman, Iósif Stalin y Ernest Bevin (segundo de pie a la izquierda).

Los británicos no querían un Estado palestino dirigido por el Muftí. La decisión definitiva de los británicos de apoyar la anexión de la parte árabe de Palestina por el rey Abd Allah I de Jordania fue tomada oficialmente el 7 de febrero de 1948.
Con ocasión de una reunión en Londres entre los responsables jordanos, Glubb Pacha y Ernest Bevin, las partes se pusieron de acuerdo en que los británicos facilitarían la entrada de la Legión Árabe en Palestina el 15 de mayo y que esta ocuparía la parte árabe; sin embargo, no se le permitiría entrar en la región de Jerusalén ni en el Estado judío. Esta opción, pues, no previó un Estado árabe palestino.
Si bien las ambiciones del rey Abd Allah eran conocidas, nada indica en qué medida las autoridades del Yishuv, el Alto Comité Árabe o la Liga Árabe estuvieran al corriente de esta decisión.

#### El cambio de opinión norteamericano
A mediados de marzo, antes de la propagación del desorden y frente al temor —sin embargo, juzgado como infundado— de ver a los Estados árabes proponer el arma del embargo petrolero, la administración norteamericana anunció la posible retirada de su apoyo al Plan de Partición de Palestina y al envío de una fuerza internacional para garantizar la aplicación, pero sugirió poner a Palestina bajo tutela de las Naciones Unidas. El 1.º de abril, el Consejo de Seguridad de la ONU aprobó la propuesta estadounidense que pedía convocar una asamblea especial destinada a reconsiderar el problema palestino. Los soviéticos se abstuvieron de votar.
Este cambio de opinión generó inquietudes y debates entre las autoridades del Yishuv. La preocupación por tener que enfrentar a los ejércitos árabes sin el apoyo de los Estados Unidos era tanto más grande que después de la partida de los británicos. Las fuerzas de Husseini, por tanto, las milicias, tuvieron éxito en aislar Jerusalén y en adelantarse a la Haganá.
En este contexto, Elie Sasson, director de la sección árabe de la Agencia Judía, y otras personalidades terminaron por convencer a David Ben-Gurión y a Golda Meir de proponer una iniciativa diplomática a los árabes. Ellos dejaron a cargo de Joshua Palmon, el jefe de la sección árabe del Da'at, el contacto con Fawzi al-Qawuqji con miras a negociar, aunque se le prohibió aceptar todo aquello que podría limitar la "libertad de acción de la Haganá", aunque lo autorizaron a declarar que "los Judíos están dispuestos a una tregua."

#### El apoyo logístico del Bloque del Este
En el contexto del embargo impuesto por los países occidentales a los beligerantes palestinos, tanto judíos como árabes, y en el contexto de carencia importante de material, el no respeto del embargo y el apoyo logístico checoslovaco decidido por Stalin desempeñaron un rol importante en la guerra, aunque fue apreciado de manera diferente.
Las motivaciones sugeridas para la elección de Stalin son el apoyo soviético al Plan de partición de Palestina y el interés por ayudar financieramente a Checoslovaquia para disminuir su frustración por tener que renunciar al Plan Marshall
La amplitud y el rol concreto de este apoyo es controvertido. Las cifras propuestas por los historiadores varían. Yoav Gelber habla de "pequeños repartos llegados por aire de Checoslovaquia [...] a partir de abril de 1948". Los historiadores y los analistas pro-palestinos ven un apoyo desigual en favor del Yishuv, dado que los árabes palestinos no se beneficiaron de un apoyo equivalente. Ante esto, los historiadores y analistas responden que este embargo no concernía a los Estados árabes soberanos que constituían la amenaza más grande para el Yishuv; sin embargo, este embargo les fue extendido en mayo por el Consejo de Seguridad de las Naciones Unidas, lo que les causó grandes problemas. Además, en varias circunstancias, este embargo no fue respetado por los británicos.
Siria compró en Checoslovaquia, del mismo fabricante que los sionistas, armas para el Ejército de Liberación Árabe. Estas armas no llegaron a manos de los combatientes, porque unos agentes judíos hundieron el barco que las transportaba en el puerto italiano de Bari. Luego, un barco partió hacia Siria en agosto de 1948, pero fue interceptado por la Marina israelí, que secuestró su contenido.

#### Rechazo de una participación "directa" de los líderes árabes
Contrariamente a lo que podrían hacer pensar sus declaraciones belicosas, los líderes árabes "hicieron todo por evitar encontrarse 'directamente'" implicados en el apoyo de la causa palestina.
En la cumbre de la Liga Árabe de octubre de 1947, en Aley (Líbano, el general iraquí Ismail Safwat bosquejó un retrato realista de la situación. Destacó la mejor organización y el mayor apoyo financiero del que disponían los judíos en comparación con los palestinos. Preconizó el despliegue inmediato de los ejércitos árabes en las fronteras con Palestina, el envío de armas y de municiones a los palestinos, así como una contribución financiera que ascendía a un millón de libras. Estas propuestas fueron rechazadas, con excepción del apoyo financiero, aunque no fue cumplido en los hechos. A pesar de todo, se aprobó la formación de un comité técnico-militar para coordinar la "asistencia" a los palestinos. Este tenía su base en El Cairo y era dirigido por Sawfat, quien era secundado por los oficiales sirios y libaneses y por los representantes del Supremo Comité Árabe. Un delegado de Cisjordania fue igualmente nombrado, pero no participó en las reuniones.
En la cumbre de diciembre en El Cairo (Egipto), bajo la presión de la opinión pública, los líderes árabes decidieron crear un mando militar unificado que agrupara a todos los jefes del Estado mayor árabes y colocaron a Ismail Safwat a la cabeza, pero decidieron no hacer caso a la reiteración de sus pedidos de octubre y prefirieron aplazar toda decisión para el fin del Mandato. No obstante, decidieron la formación del Ejército de Liberación Árabe que entró en Palestina durante las semanas siguientes.
En febrero, en El Cairo, con ocasión de una reunión del comité de Safwat, este repitió sus pedidos, pero los gobiernos árabes esperaban que los palestinos, ayudados por las tropas del Ejército de Liberación Árabe, consiguieran que la comunidad internacional renunciase al plan de partición. El comité siguiente estaba previsto para inicios de abril. Este rechazo a comprometerse directamente hizo que los ejércitos árabes no estuvieran preparados para la guerra cuando la situación hizo que la intervención fuera inevitable.
De su parte, la Haganá interpretó mal los planes árabes. Tras la entrada del Ejército de Liberación Árabe, postuló que la fecha de la reunión de El Cairo era, en realidad, la fecha del día D de la ofensiva de las tropas de al-Qawuqji en Palestina.

### Problema del material

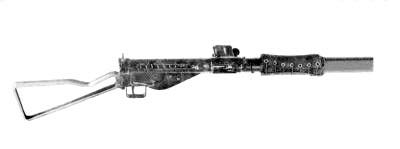
Metralleta Sten.

Si los países árabes disponían de armas regulares y de estructuras estáticas y tenían garantizadas las fuentes de aprovisionamiento de armas, municiones y materiales, este no fue el caso de los otros protagonistas del conflicto. Para los árabes palestinos y para los judíos, la situación era más delicada porque los británicos siempre habían prohibido la posesión de armas y las habían confiscado cada vez que las encontraban. Ni uno ni otro disponía, entonces, ni de armas pesadas ni de las posibilidades de un Estado reconocido y establecido para obtenerlas; por tanto, sus fuerzas y sus medios debían seguir siendo clandestinos.
En teoría, el Ejército de Liberación Árabe estaba financiado y equipado por la Liga árabe. Se le prometió un presupuesto de un millón de libras debido a la insistencia de Ismail Safwat. Pero, en la práctica, el dinero no llegaba y solamente Siria aportó un apoyo real a los voluntarios árabes. Sobre el terreno, la logística estuvo completamente descuidada y su líder, Fawzi al-Qawuqji previó hacer vivir a sus tropas a expensas de la población palestina.
La situación del Ejército de la Guerra Santa y de las fuerzas palestinas era aún peor. Ellos no podían contar con ningún apoyo exterior y disponían por fondos únicamente los reunidos por Amin al-Husayni. Su armamento estaba limitado a lo que los combatientes disponían personalmente. Para paliar esta situación, debían contentarse con armas compradas en el mercado negro y del pillaje de almacenes británicos, pero no disponían de suficientes armas para llevar adelante una guerra.
En ese sentido, la situación de los judíos era un poco mejor, pues disponían de varias instalaciones clandestinas de fabricación de armas ligeras y de municiones, así como redes que les permitían el envío clandestino a Palestina. A pesar de ello, era lejos de lo necesario para llevar a cabo una guerra: en noviembre, solo un combatiente de cada tres estaba armado y esta proporción subió a dos de cada tres al interior de Palmach. No obstante, para David Ben-Gurión, el problema no era sobrellevar una guerra, sino más bien construir un ejército digno de un Estado. La importancia que le concedió fue ilustrada por una práctica que inició y que fue seguida por varios sucesores: acumular en una sola persona los cargos de primer ministro y de ministro de Defensa. Para armar, pero también para equipar a este ejército, envió agentes a Europa y a los Estados Unidos. Estos últimos obtuvieron el apoyo necesario: armas ligeras y municiones comenzaron a llegar a inicios de abril. Las armas pesadas estuvieron operativas a partir de junio.
Hasta marzo, la Haganá combatió al Ejército de la Guerra Santa con la misma falta de material que este último y en inferioridad con respecto al Ejército de Liberación Árabe. A partir de abril, la Haganá dispuso de un armamento superior a los palestinos. Después del 15 de mayo, con ocasión de las primeras semanas de combates entre Israel y los Estados árabes, la ventaja en material se inclinó a favor de los Estados árabes. A partir de junio y, en particular, después de la primera tregua, la ventaja en material se inclinará netamente hacia los israelíes. Esta evolución de la situación surgió a partir de los contactos tomados desde y antes de noviembre de 1947.
Así, los agentes del Yishuv obtuvieron de Checoslovaquia el suministro de aviones de caza AVIA (antiguos Messerschmitt) y más tarde el Supermarine Spitfire, así como también cañones, metralletas y municiones. De las existencias de la Segunda Guerra Mundial, se procuraron todo el material indispensable para el equipamiento de un ejército, así como los vehículos necesarios para el transporte y la logística. En Francia, consiguieron blindados, a pesar del embargo. Los agentes judíos compraron igualmente máquinas para la fabricación de armas y de municiones, las que fueron la base de la industria armamentística israelí.
En Estados Unidos, compraron algunos bombarderos y aviones de transporte que debían hacer posible el envío de armas compradas en Europa. La operación Balak destinada a enviar este material se inició a fines de marzo. Los navíos fueron igualmente fletados a diferentes puertos de Europa para que el material pudiera ser enviado para el 15 de mayo. Para financiar todo ello, Golda Meir llegó a recolectar 25 millones de dólares para fines de diciembre en una campaña de reunión de fondos llevada a cabo por simpatizantes norteamericanos de la causa sionista. De manera general, de los 129 millones de dólares recolectados entre octubre de 1947 y marzo de 1949 para la causa sionista, más de 78 millones fueron consagrados a la compra de armamento.

### Reorganización de la Haganá
Con el antecedente de haber « llevado judíos, de Palestina y de fuera, para que ayudaran personal y financieramente al Yishuv», el segundo gran éxito de Ben-Gurión fue transformar la Haganá de una organización paramilitar clandestina en un verdadero ejército. Ben-Gurión nombró a Yisrael Galili al mando del Consejo del Comando Supremo de la Haganá y la dividió en 6 brigadas de infantería (numeradas del 1 al 6), a las cuales se les atribuyó un teatro de operaciones preciso. Yaakov Dori fue nombrado jefe del Estado mayor, pero fue Yigael Yadin quien asumió la responsabilidad sobre el terreno en tanto jefe de operaciones. El Palmach comandado por Yigal Alón fue separado en 3 brigadas de élite (numeradas del 10 al 12) y constituyó la fuerza móvil de la Haganá.
El 19 de noviembre de 1947, el servicio militar se volvió obligatorio y tanto hombres como mujeres recibieron entrenamiento militar. A fines de noviembre, la unidad táctica era la compañía y la unidad operacional de la sección. Entre marzo y abril, la unidad táctica pasó al nivel de brigada. Estas unidades operaban a un nivel operacional a partir de abril y mayo, en la segunda fase de la guerra, pero siguieron estando subequipadas. Desde abril, la Haganá llevó las operaciones al nivel de la brigada. A partir de julio, dirigió las operaciones coordinadas al reagrupar a varias brigadas y, a partir de octubre, operó al nivel de la división con ofensivas en varios frentes de forma simultánea.

### El plan Dalet (marzo de 1948)

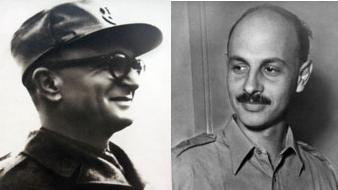
Yaakov Dori, jefe del Estado mayor de la Haganá, y su brazo derecho, Yigael Yadin, jefe de operaciones.

El plan Dalet finalizó el 10 de marzo de 1948 bajo la dirección de Yigael Yadin. Este plan de 75 páginas establecía las reglas y los objetivos que serían seguidos por la Haganá en la segunda fase de la guerra. Su objetivo era garantizar la continuidad territorial del Yishuv, en particular, en respuesta a la guerra de rutas llevada a cabo por Abdelkader al-Husayni y como prevención a la entrada en guerra anunciada por los países árabes.
Existe una polémica entre los historiadores en torno a este plan. Algunos ven en él un plan de limpieza étnica o la prueba de tales intenciones al encuentro de palestinos y que las instancias dirigentes del Yishuv habrían puesto en marcha. Según otros, el plan Dalet sale absolutamente del contexto del éxodo palestino y no tiene un carácter más que puramente militar.

## Ofensiva de la Haganá
La segunda fase que se inició en abril marcó el giro político de la Haganá que pasó de una posición defensiva a la ofensiva. Los grupos armados palestinos fueron vencidos. El asedio de Jerusalén fue temporalmente levantado y la ciudad reabastecida. El Yishuv tomó el control de las vías principales que unían los diferentes asentamientos, así como Jaffa y las localidades mixtas. La sociedad palestina quedó abatida y se puso en marcha un éxodo masivo.
Para entonces, las fuerzas árabes sumaban alrededor de 10 000 hombres, de los cuales entre 3000 y 5000 servían en el Ejército de Liberación Árabe. Después de la orden de movilización general lanzada por Ben-Gurión en noviembre, los efectivos de la Haganá aumentaron de manera constante. Las fuerzas judías alinearon un total de 15 000 a 20 000 hombres, mejor equipados, entrenados y organizados que las fuerzas árabes palestinas.

### La batalla de Mishmar HaEmek (4 – 15 de abril)

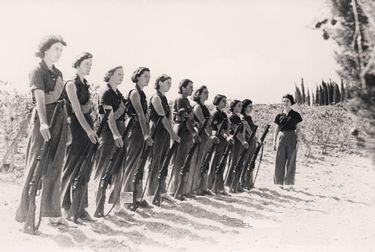
Mujeres entrenando en Mishmar HaEmek.

Mishmar HaEmek es un kibutz que fue fundado en Mapam en 1930, en el valle de Jezreel, cerca al camino que une a Haifa con Yenín. Estaba situado en un lugar que los oficiales de la Haganá consideraban como uno de los más posibles ejes de penetración para un "ataque mayor árabe" contra los Yishuv.
El 4 de abril, el Ejército de Liberación Árabe lanzó un ataque contra el kibutz con el apoyo de cañones de artillería. El ataque fue combatido por los miembros del kibutz, quienes fueron ayudados por soldados de la Haganá. El fuego de artillería que había prácticamente destruido el kibutz fue detenido por una columna británica que llegó a la escena por orden del general MacMillan y, el 7 de abril, Fawzi Al-Qawuqji aceptó un cese al fuego de 24 horas, pero puso como condición que el kibutz se rindiera. Los habitantes del kibutz evacuaron a sus hijos y, tras consultar con Tel Aviv, se negaron a capitular.
El 8 o 9 de abril, la Haganá preparó una contraofensiva de acuerdo al Plan Dalet. Yitzhak Sadeh fue puesto a cargo de las operaciones, con la orden de "limpiar" la región. La batalla duró hasta el 15 de abril. Los hombres de Sadeh sitiaron todos los poblados alrededor del kibutz y el Ejército de Liberación Árabe debió retirarse a sus bases en Jabba. La mayoría de los habitantes de la región huyó, pero aquellos que no lo hicieron fueron encarcelados o expulsados de Yenín. Los pueblos fueron saqueados por algunos kibutznikim que arrasaron la tierra con explosivos.
Según Morris, los soldados del Ejército de Liberación Árabe estaban desmoralizados por los informes de la Masacre de Deir Yassin y de la muerte de Abdelkader al-Husayni. A lo largo de la batalla, habían sido forzados a retirarse y a abandonar a los habitantes de los pueblos. Lapierre y Collins señalan que Joshua Palmon, jefe de una unidad de 6 hombres, fracasó en la captura de invaluables piezas de artillería y describen los eventos como una debacle para la que Fawzi Al-Qawuqji ofreció excusas extravagantes, al declarar en particular que las fuerzas judías tenían 120 tanques, seis escuadrones de combatientes y aeroplanos bombarderos y que fueron apoyados por un regimiento de voluntarios rusos goy.
Cuando la batalla finalizó, las fuerzas de Palmaj continuaron con operaciones de "limpieza" hasta el 19 de abril, destruyendo varios pueblos y forzando a sus habitantes a huir. Algunos pueblos fueron también evacuados bajo instrucción de las autoridades árabes. En mayo, el Irgún emprendió varias operaciones en la región, arrasando varios pueblos y matando a algunos de sus habitantes, como hicieron algunos destacamentos de las brigadas de Golani y Alexandroni.

### Operación Nahshon (5 - 20 de abril)

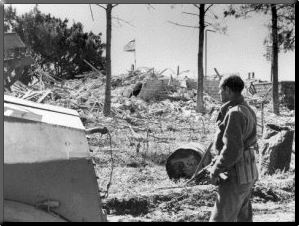
Soldado de la Haganá en el pueblo de Qastel, el 15 de abril de 1948.

A fines de marzo, las tropas de Abdelkader al-Husayni impidieron que los convoyes de reabastecimiento llegaran a Jerusalén. La ciudad fue sitiada y la población judía fue sometida a racionamiento. Siguiendo el modus operandi recomendado por el Plan Daleth, David Ben-Gurión decidió lanzar la Operación Nahshon para acabar con el aislamiento y reabastecer la ciudad.
Del 5 al 20 de abril de 1500 hombres de las brigadas Guivati y Harel tomaron el control de la carretera y permitieron a 3 (o 4) convoyes abastecer Jerusalén.
La operación fue un éxito militar. Todos los poblados árabes que bloqueaban la ruta fueron tomados y destruidos, mientras las fuerzas judías salían victoriosas de todos los combates; sin embargo, no se consiguieron todos los objetivos porque solo 1800 toneladas de las 3000 previstas fueron encaminadas, por lo que se debió asumir dos meses de un racionamiento severo.
Abdelkader al-Husayni murió, la noche del 7 al 8 de abril, durante los combates que tuvieron lugar en Qastel. La pérdida del líder carismático palestino "trastornó la estrategia y la organización árabes en el sector de Jerusalén". Su sucesor, Emil Ghuri, cambió de táctica para bloquear la ciudad. En lugar de provocar una serie de emboscadas a lo largo del recorrido, hizo erigir el 20 de abril una enorme barrera en Bab-el-Oued y Jerusalén fue nuevamente aislada.
La operación Nahshon mostró igualmente la pésima organización árabe palestina de cara a la guerra. Carente de logística, en especial para el aprovisionamiento de alimentos y municiones, fueron incapaces de mantener los combates por más de algunas horas fuera de sus bases permanentes.
Frente a estos eventos, el Alto Comité Árabe solicitó al comisario Cunningham que autorizara el retorno del Muftí, único capaz de restablecer la situación. A pesar de la autorización otorgada, este último no fue a Jerusalén. La caída de su prestigio abrió el camino para la expansión de la influencia del Ejército de Liberación Árabe y de al-Qawuqji en el sector de Jerusalén.

### Masacre de Deir Yassin (9 de abril de 1948)
Deir Yassin era una aldea árabe situada a 5 km al oeste de Jerusalén. El 9 de abril de 1948, fuera del marco de la operación Nahshon, 120 miembros del Irgún y de Lehi masacraron entre 100 y 120 habitantes de dicha aldea, en su mayor parte civiles.
Esta masacre suscitó la indignación de la comunidad internacional, en tanto la prensa de la época informó la cifra de 254 víctimas. Ben Gurión la condenó, así como las principales autoridades judías: la Haganá, el Gran Rabinato y la Agencia Judía que envió una carta de condena, de disculpas y de condolencia al rey Abd Allah ibn Husayn.
Según Morris, "el efecto inmediato más importante de la masacre y de la campaña mediática sobre la atrocidad que siguió fue provocar y promover el miedo y, más tarde, la huida en pánico de las aldeas y ciudades de Palestina". Otra consecuencia importante fue la repercusión al interior de la población árabe de los Estados vecinos que aumentaron aún más la presión sobre sus dirigentes para que se comprometieran en la lucha y fueran a la ayuda de los palestinos.
En represalia, el 13 de abril, un convoy sanitario que se dirigía hacia el hospital Hadassah del Monte Scopus en Jerusalén fue atacado por los árabes, quienes asesinaron a 78 médicos, enfermeras y soldados de la Haganá que los escoltaban, así como a un soldado británico. Algunos soldados británicos intentaron intervenir para detener la masacre, pero no tuvieron éxito.

### Batalla de Ramat Yohanan y deserción de los drusos
Tras el "fiasco" de Mishmar Ha'emek, Fawzi al-Qawuqji ordenó al regimiento druso del Ejército de Liberación Árabe, comandado por Shakib Wahab, realizar operaciones de diversión para aligerarlo. Este último tomó posición con sus hombres en varias aldeas árabes (Shafa 'Amr, Khirbet Kasayir y Hawsha) a diez kilómetros al este de Haifa, desde donde atacaban esporádicamente el tráfico y los asentamientos judíos, en particular el kibutz de Ramat Yohanan.
La Haganá y los kibutzims repelieron fácilmente los asaltos y arrasaron las aldeas de donde lanzaban sus ataques. Una vez agotadas sus municiones, los drusos de Wahab se replegaron sobre su base de Shafa'amr con un centenar de heridos.
Los drusos ya habían estado en contacto con los agentes del Yishuv. Tras esta derrota, los oficiales drusos, a espaldas de su jefe, tomaron contacto con Moshé Dayán para ofrecerle su defección y unirse a las filas de la Haganá. Después de haber sido referidos a Yigael Yadin, este rechazó la propuesta, pero les plantea llevar a cabo operaciones de sabotaje sobre los árabes y de presionar a sus camaradas para que deserten. A principios de mayo, habían desertado 212 soldados de Wahab. Tomando consciencia de la actitud de sus hombres, Wahab se encontró a su vez con agentes de enlace judíos el 9 de mayo y aceptó cooperar con la Haganá. Las partes evitaron confrontarse y Wahad creó un enclave neutro en el centro de Galilea. No respondió a los llamados de ayuda de Acre y evitó estar presente cuando la Haganá ocupó la fortaleza de la policía de Shafa'amr, con ocasión de su evacuación por los británicos.
Esta actitud influenció la suerte reservada a los drusos después de la guerra. Dadas las buenas relaciones que habían mantenido con el Yishuv desde 1930 y a pesar de la colaboración con el Supremo Comité Árabe y la Liga Árabe, Ben Gurión insistió en que los drusos (así como los circasianos y los maronitas) se beneficiaran de un estatus particular en comparación con los otros árabes.

### Asedio y ataque a las localidades mixtas (abril - mayo de 1948)
El plan Daleth previó asegurar la continuidad territorial en las zonas asignadas a los judíos por el Plan de partición de Palestina. Siguiendo esta estrategia, los centros urbanos mixtos o limítrofes con esta zona debían ser atacados o asediados por los judíos. Tiberíades fue atacada el 10 de abril y cayó el 16. Haifa cayó el 23 de abril, tras una sola jornada de combate. Jaffa fue atacada el 27 de abril, pero los británicos impidieron la toma de ciudad que cayó tras su partida en el curso de la Operación Hametz. Ein al Zeitun fue atacada el 1 de mayo, provocando la  masacre de Ein al Zeitun, donde 30 y 70 presos árabes fueron asesinados por miembros del Palmaj. Safed cayó el 11 de mayo en el marco de la Operación Yiftah, Beit She'an el 13 de mayo y Acre el 17 de mayo en el marco de la Operación Ben Ami.
Los habitantes huyeron en masa o fueron perseguidos. Para fines de mayos, no quedaban más que 13 000 habitantes árabes en estas 6 ciudades sobre los 177 000 iniciales. El fenómeno se repitió en los suburbios y en la mayor parte de las aldeas árabes de esta zona.

### Operación Yiftah (20 de abril - 24 de mayo)

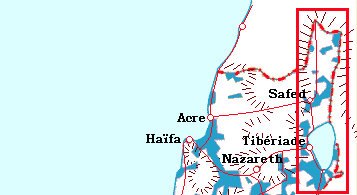
Teatro de operaciones

Al noroeste de Galilea, entre el lago de Tiberíades y Metula (zona denominada Etzba HaGalil), se encuentra la región bajo control judío más alejada y aislada de los centros de la franja costera. La presencia de la frontera libanesa al norte, de la frontera siria al este y la presencia árabe en el resto de Galilea la convirtieron en un objetivo probable de intervención de los ejércitos árabes. En el marco del plan Daleth, Yigael Yadin confió a Yigal Alón la dirección de la Operación Yiftah, cuyos objetivos eran el control de toda la región y su consolidación en vista del ataque árabe previsto para el 15 de mayo.
Yigal Alón dispuso de dos batallones del Palmaj y debió hacer frente a la población de Safed y a varias docenas de aldeas árabes. La situación se volvió problemática por la presencia de los británicos, aunque estos comenzaron su evacuación de la región. Según su análisis, era indispensable vaciar completamente la zona de presencia árabe para cubrirse las espaldas, mientras que el éxodo bloqueaba las rutas por las cuales debían ingresar las fuerzas árabes.
El 20 de abril, lanzó una campaña que mezclaba propaganda, ataques, control de las plazas fuertes abandonadas por los británicos y destrucción de aldeas árabes conquistadas. El 1 de mayo, milicianos árabes con base en Siria y Líbano lanzaron una contraofensiva contra los asentamientos judíos, pero no tuvieron éxito. El 11 de mayo, Safed cayó y la operación llegó a su fin el 24 de mayo con el incendio de las aldeas árabes del valle de Jule. Las fuerzas sirias fracasaron en su ofensiva sobre la región y, para fines de junio, la zona que iba de Tiberíades a Metula pasando por Safed había sido vaciada de toda población árabe.

### Operación Macabeo (8 de mayo - 15 de mayo)
Como continuación de la Operación Nahshon y tras un nuevo bloqueo de la ruta Tel Aviv - Jerusalén, Yigael Yadin dio la orden a la 5.ª brigada Guivati y a la 10.ª brigada Harel para operar en el sector oeste del corredor Tel Aviv - Jerusalén a fin de asegurarlo. Varios pueblos cambiaron de mano en varias oportunidades, pero terminaron por ser controlados por las fuerzas judías.
La mañana del 15 de mayo, una patrulla de la brigada Guivati ingresa en el recinto del puesto de policía de Latrun; sin embargo, tras el avance del ejército egipcio, la brigada recibió la orden de desplegarse más al sur y los soldados abandonaron su posición. Se trató de una ocasión perdida que tendrá grandes consecuencias en la batalla por Jerusalén porque la posición de Latrun permitía controlar la ruta entre Tel Aviv y la Ciudad Santa. Los 6 asaltos contra Latrun que tuvieron lugar entre fines de mayo y mediados de julio fracasaron y dejaron 168 víctimas del lado israelí.

### Encuentro entre Abdalah y Golda Meir (10 de mayo)

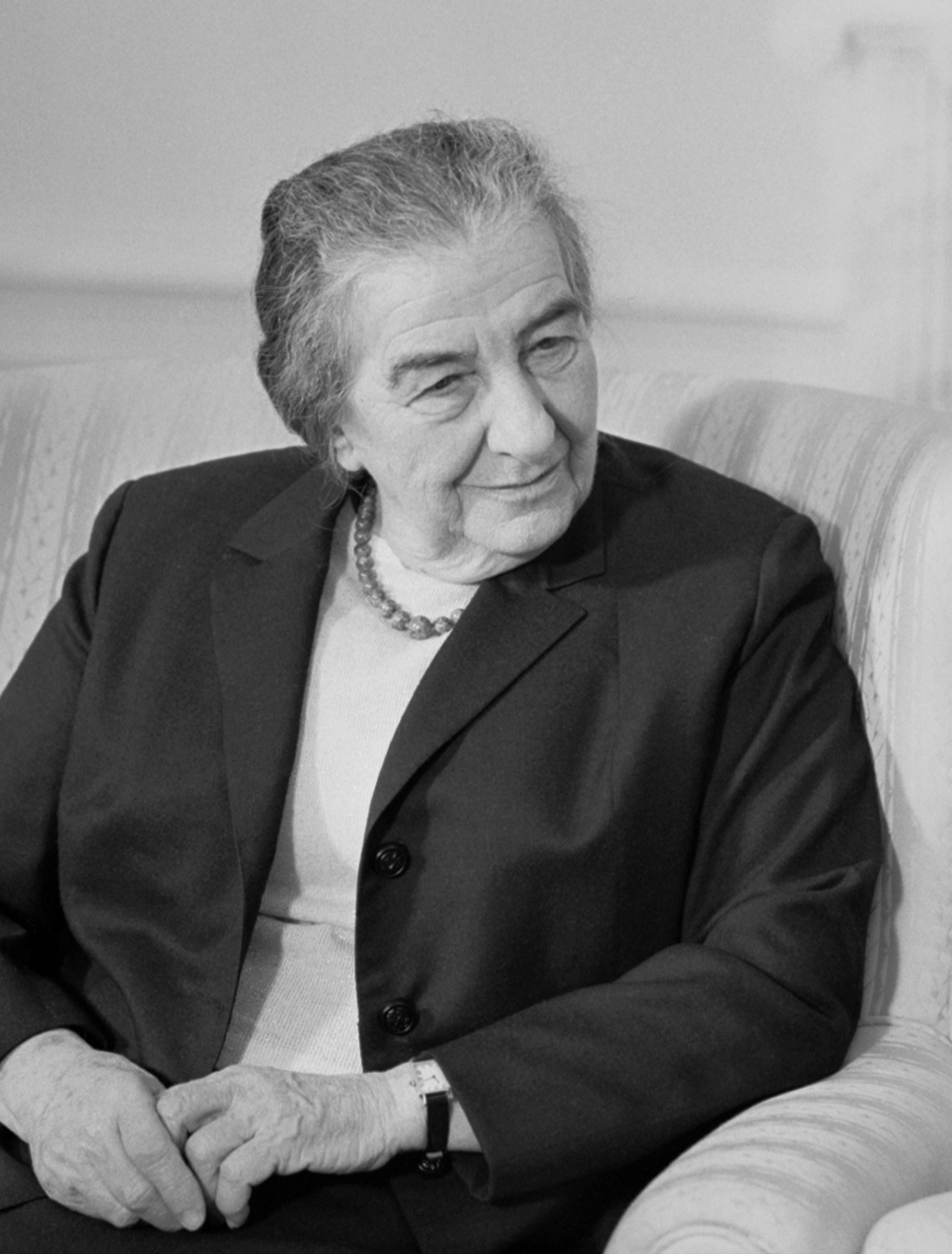
Golda Meir en 1973.

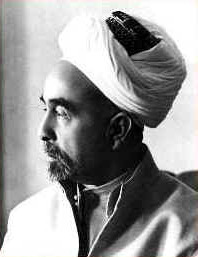
Abdalah I de Jordania.

El 10 de mayo, Golda Meir y Ezra Danin viajaron en secreto al palacio de Abdalah en Amán para discutir sobre la situación con el rey jordano.
La posición de Abdalah era difícil: de una parte, sus ambiciones personales, las promesas hechas al Yishuv en noviembre y la luz verde británica lo impulsaron a considerar una anexión de la parte árabe de Palestina sin intervención contra el futuro Estado israelí; de otra parte, la presión de su pueblo en reacción por la masacre de Deir Yassin, el éxodo palestino y sus acuerdos con los otros miembros de la Liga Árabe lo empujaron a implicarse más fuertemente en la guerra. Igualmente, dispuso de una posición de fuerza, con el apoyo militar británico, así como el de la Liga Árabe.
En su diario, David Ben Gurión relató el informe de la entrevista hecha por Golda Meier:
El encuentro fue amistoso. Él parecía preocupado y tenía un aire horrible. No negó que había habido discusión y comprensión entre nosotros en torno al arreglo deseable, precisamente, que el tomaría la parte árabe de Palestina [...] Pero Abdalah dijo que él no podía, el 10 de mayo, ofrecer a los judíos más que una autonomía en un reino hachemita ampliado. Añadió que si bien no estaba interesado en la invasión de zonas adjudicadas al Estado judío, la situación era volátil. Pero adelantó la esperanza de que Jordania y el Yishuv concluirían un acuerdo de paz una vez que el polvo cayera nuevamente.
Los análisis sobre las motivaciones y las conclusiones de esta reunión son controversiales. Según Dominique Lapierre y Larry Collins y la historiografía israelí, el objetivo de los negociadores del Yishuv era "proponer un último acuerdo de paz y evitar el ataque de los ejércitos árabes". Para ese momento, el balance de las fuerzas no les era teóricamente favorable, pero Meier no logró convencer al rey de Jordania. Según Morris, Abdalah "retornó sobre sus promesas de noviembre de no oponerse al plan de partición" dejando, sin embargo, a Meier la impresión de que haría la paz con el Estado judío una vez que la guerra en curso terminara.
Avi Shlaim habla de un acuerdo "tácito" con los palestinos para impedir la partición de Palestina. Él defienda la tesis de una colusión entre el reino hachemita y el Yishuv. El historiador Yoav Gelber rechaza esta tesis y consagró una obra específica para desmontarla.
Pierre Razoux indica que "la mayor parte de expertos estima que es probable" que Ben Gurión y el rey Abdalah hayan llegado a un acuerdo para dividir Palestina y que no fue sino por la presión de los países árabes que Abdalah se vio obligado a romper su promesa. Según él, esta tesis permite explicar la actitud de los británicos que, siguiendo esta opción, habrían respondido a la vez a las promesas hechas en la Declaración Balfour al Yishuv y a aquellas hechas a los hachemitas en la época de Lawrence de Arabia. Destaca que "la presencia [...] de destacamentos de la Legión Árabe [antes del 15 de mayo] cerca de posiciones estratégicas mantenidas por los británicos toma sentido de esta manera".
Ilan Pappé subraya que ni los ministros de Abdalah ni el mundo árabe parecían estar al corriente de las discusiones entre él y el Yishuv, incluso si, por el contrario, sus ambiciones sobre Palestina eran conocidos. Indica igualmente que Alek Kirkbride y Glubb Pacha pensaban en la época que al menos el secretario de la Liga Árabe, Azzam Pacha, debía estar al corriente del doble juego del rey Abdalah.
Por el contrario, es cierto que Golda Meier y el rey Abdalah no llegaron a un acuerdo sobre el estatus de Jerusalén: el 13 de mayo, la Legión Árabe tomó Kfar Etzion situada a mitad de camino en la ruta estratégica entre Hebrón y Jerusalén. 127 de 131 defensores, de los cuales 21 eran mujeres, murieron o fueron masacrados después de su rendición. Y el 17 de mayo, Abdalah ordenó a Glubb Pacha lanzar un asalto contra la Ciudad Santa.

### Caída y masacre de Kfar Etzion (12 - 13 de mayo)

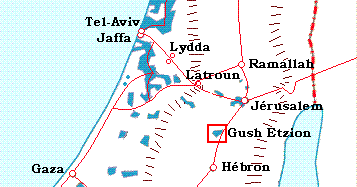
Teatro de operaciones.

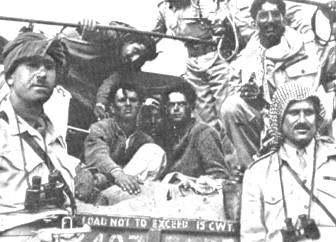
Soldados judíos hechos prisioneros después de la batalla.

Kfar Etzion era un bloque de cuatro colonias judías establecidas en la ruta estratégica entre Hebrón y Jerusalén en medio de territorio árabe. A fines de 1947, contaba con 400 habitantes que, desde la adopción del plan de partición, eran objeto de ataques árabes. El 7 de diciembre, Ben Gurión reforzó el asentamiento con una sección del palmaj, pero autorizó la evacuación de mujeres y niños. Desde el 26 de marzo, fecha en el cual el último convoy de abastecimiento logró cubrirlo al precio de muy fuertes pérdidas, quedó completamente aislado.
El 12 de mayo al alba, fue atacado por unidades de la Legión Árabe con ocasión de su retirada del país. El comandante de las operaciones, Abdullah Tel, dispuso de dos compañías de infantería, de una docena de blindados y una batería de morteros. Sus fuerzas fueron secundadas por varios centenares de tropas irregulares locales.
Las motivaciones del ataque eran la protección de uno de los últimos convoyes de reabastecimiento, del cual podría beneficiarse la Legión Árabe antes del embargo y que debía llegar por esa ruta; y otra razón era que el bloqueo impidió el despliegue de la Legión Árabe en la zona de Hebrón, acción que era uno de los objetivos de Abdallah. Antes de la invasión, este último quería igualmente aumentar su prestigio ante la población palestina.
Las defensas exteriores de Kfar Etzion cayeron rápidamente. La Haganá no disponía de ningún arma para responder a los cañones y morteros de la Legión Árabe. El 13 de mayo, el kibutz principal fue capturado. De los 131 defensores, 127 murieron en los combates o fueron masacrados después de haberse rendido. Los otros tres asentamientos se rindieron en ese momento y el conjunto fue entonces pillado y arrasado.
Los acontecimientos de Kfar Etzion mostraron los límites de la política que prohibía toda evacuación. Si era eficaz en caso de guerra civil y frente a grupos armados, los asentamientos judíos aislados no podían resistir a la potencia de fuego de un ejército regular y una evacuación habría permitido evitar la muerte o el cautiverio a los defensores.
Según Yoav Gelber, la caída y masacre de Kfar Etzion influenciaron también la decisión de David Ben Gurión de lanzar la ofensiva en Jerusalén, cuando había estado inicialmente dubitativo por temor a las reacciones en el mundo cristiano. Así, comenzó la batalla por Jerusalén.

### Operación Kilshon (13 - 18 de mayo)

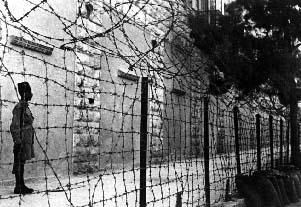
Bevingrado. Centro de la zona de seguridad británica en Jerusalén.

En Jerusalén, los británicos disponían de varios edificios estratégicos, esto es, una zona de seguridad denominada Bevingrado al centro de la ciudad. En ella se encontraba principalmente la estación de radio, la central telefónica, el hospital gubernamental, los cuarteles, así como el hotel de Notre Dame que dominaba toda la ciudad.
El primer objetivo de la operación Kilshon era tomar el control de esta zona estratégica tras la retirada británica. El segundo objetivo era formar un frente continuo inmediatamente después entre las diferentes localidades judías aisladas. Para ello, David Shealtiel movilizó a 400 hombres de la Haganá y 600 milicianos extras. Emil Ghuri, el nuevo jefe del Ejército de la Guerra Santa, había previsto igualmente tomar estas localidades y movilizó a 600 hombres para tal misión, pero no preparó ninguna operación para lograrlo.
Gracias a la complicidad británica, los hombres de la Haganá obtuvieron la hora exacta de la evacuación. El 15 de mayo a las 4:00 a. m., tomaron uno tras otro todos los edificios algunos minutos después de la evacuación británica y cogiendo a las fuerzas árabes desprevenidas en la primera fase de la operación.
Las fuerzas árabes se mostraron incapaces de oponer alguna resistencia. Al norte, las fuerzas judías se apoderaron de Sheikh Jarrah, se dirigieron al Monte Scopus y los barrios de la colonia norteamericana. Al sur, aseguran la unión entre la colonia alemana, la colonia griega, Talpiot y Ramat Rajel vía la toma del cuartel Allenby. Una unidad del palmaj retomó incluso contacto con el barrio judío de la Ciudad Antigua por medio de la Puerta de Sion.
Frente a esta situación, las tropas irregulares árabes no pudieron hacer nada y cedieron al pánico llamando "desesperadamente" a la Legión Árabe y anunciando la caída inminente de la ciudad.

### Operación Ben-'Ami (13 - 22 de mayo)

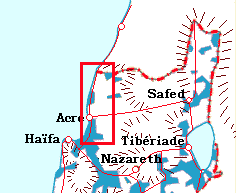
Teatro de operaciones.

En el marco del Plan Daleth, Yigael Yadin previó realizar una entrada en el oeste de Galilea donde se encontraban varios asentamientos judíos aislados. Más allá de Acre y hasta la frontera libanesa, esta zona se situaba en la parte atribuida a los árabes por el Plan de partición y en la vía prevista para la entrada de las fuerzas libanesas en Palestina, aunque estos últimos no participarán en los combates.
El comando es confiado a Moshe Carmel a la cabeza de la brigada Carmeli. Dividió la operación en dos fases: la primera se inició el 13 de mayo por la tarde con la avanzada de largo por la costa de una columna de vehículos blindados y de camiones de la Haganá que no encuentra ninguna resistencia. Las fuerzas del Ejército de Liberación Árabe presentes en la zona se replegaron sin combatir y la operación terminó con la toma de Acre el 18 de mayo. En una segunda fase, del 19 al 22 de mayo, las fuerzas del 21.er batallón efectuaron un avance hasta el kibutz Yehi'am en la frontera libanesa. Varias aldeas árabes fueron conquistadas y destruidas inmediatamente después.

### Éxodo palestino

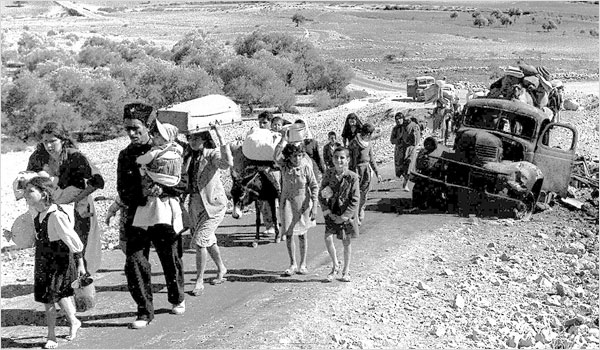
Refugiados palestinos camino al éxodo.

En toda la segunda fase, las diferentes ofensivas de la Haganá fueron acompañadas de un éxodo masivo de entre 250 000 y 300 000 refugiados árabes, a los cuales se debe agregar 100 000 de la primera oleada. Es, generalmente, a todos ellos a quienes se hace referencia cuando se habla del éxodo palestino de 1948. Estas dos oleadas fueron también las más mediatizadas y ampliamente retransmitidas en la prensa de la época.
Las causas de este éxodo y sus responsabilidades han sido objeto de controversia entre los analistas del conflicto e incluso entre los historiadores especializados en el período. Entre las diferentes causas posibles, la historiografía israelí ha declarado por mucho tiempo que habían huido tras recibir instrucciones de las autoridades árabes. Hoy en día, se enfrentan dos tesis principales: para algunos, como Ilan Pappé, huyeron en el marco de una política de expulsión planificada que habría sido organizada por las autoridades del Yishuv y puesta en marcha por la Haganá. La mayor parte de los historiadores reconoce la existencia de expulsiones decididas localmente, pero ven en los eventos el efecto acumulado de todas las consecuencias de una guerra civil de esta amplitud.

### Preparativos de la Liga Árabe (febrero - mayo de 1948)
En la última reunión de la Liga Árabe en febrero, los dirigentes árabes estaban convencidos de la capacidad del Ejército de Liberación Árabe para apoyar a los palestinos y hacer que la comunidad internacional renuncie al plan de partición. En la cumbre de El Cairo realizada el 10 de abril, la situación evolucionó claramente, con la muerte de Abdelkader al-Husayni y la debacle de Mishmar Ha'emek.
Nuevamente, Ismail Safwat hizo un llamado en favor del envío inmediato de ejércitos árabes en las fronteras de Palestina y de la necesidad de aprobar una política de ataques aéreos limitados a operaciones de envergadura y, por primera vez, los dirigentes árabes discuten la eventualidad de su intervención en Palestina.
Siria y Líbano se declararon listos a intervenir inmediatamente, pero el rey Abdullah rechazó que las fuerzas de la Legión Árabe en ese momento presentes en Palestina intervinieran abiertamente a favor de los palestinos, lo que molestó al Secretario General de la Liga, Azzam Pacha, quien declaró que Abdullah no hacía más que ceder al dictado británico; sin embargo, Abdullah se declaró listo a enviar a la Legión Árabe para apoyar a los palestinos después del 15 de mayo. En respuesta, Siria insistió en que el ejército egipcio participara igualmente y, a pesar de la oposición de su primer ministro, el rey Faruq respondió favorablemente al pedido sirio, pero más para contrariar los proyectos hegemónicos jordanos que para ir en ayuda de los palestinos.
Más tarde, tras la visita de varios dignatarios palestinos a Amán y a pesar de la oposición del muftí Amin al-Husayni y de Siria, Azzam Pacha aceptó la propuesta de Abdullah y envió a Ismail Safwat a Amán para organizar la coordinación entre el Ejército de Liberación Árabe y la Legión Árabe. Se decidió que el comando de las operaciones se devolvería a Abdullah y que los iraquíes desplegarían una brigada en Cisjordania para preparar la intervención del 15 de mayo. Abdullah tendría las manos libres en Palestina. El 26 de abril, anunció oficialmente al parlamento jordano "su intención de ocupar Palestina" y "llama a los judíos a ubicarse bajo su jurisdicción". Promete también proteger su vida. El Yishuv percibió este anuncio como una declaración de guerra e incitó a los occidentales por vía diplomática a ejercer presión sobre el rey jordano para evitar la intervención.
El 30 de abril, egipcios, iraquíes y jordanos se disputaban el comando. El rey Abdullah recibió el título honorífico de comandante en jefe y el general iraquí Nur al-Din Mahmud, el título de jefe de Estado mayor; pero se conviene que cada ejército reaccionará de manera independiente en su teatro de operaciones.
El 4 de mayo, llega a Mafraq el cuerpo expedicionario iraquí, compuesto por un regimiento de blindados, un regimiento de infantería mecanizada y 24 piezas de artillería para un total de 1500 hombres. Los sirios no pudieron reunir una fuerza superior. De su parte, los egipcios reunieron dos brigadas, esto es, alrededor de 7000 hombres en el Sinaí.
No fue hasta el 8 de mayo que la Foreign Office estuvo segura de la invasión árabe, aunque el 10 de mayo los libaneses anunciaron que no participarían en las operaciones militares. Mientras que los oficiales británicos que estudiaban la situación consideraron que los ejércitos árabes (con excepción de la Legión Árabe) no estaban preparados para los combates a venir, los oficiales egipcios creían que su avance sería "una parada sin el menor riesgo y que su ejército estará en Tel Aviv en dos semanas". El estado de preparación del ejército era tal que, según Lapierre y Collins, no disponía incluso de mapas de Palestina. Para ese momento, los planes definitivos de la invasión no estaban todavía establecidos y los diplomáticos británicos trataron en vano de hacer que los dirigentes árabes se retractaran de su decisión.
El 15 de mayo de 1948, la Liga Árabe justificó la intervención armada en Palestina para garantizar la seguridad y el derecho a la autodeterminación de su población, mientras que Azzam Pacha declaró en El Cairo que "esta guerra será una guerra de exterminio y una masacre grandiosa, de la que se hablará como de aquellas cometidas por los mongoles y los cruzados". El 13 de mayo, Ismail Safwat presentó su dimisión en medio de la indiferencia general.

## Síntesis

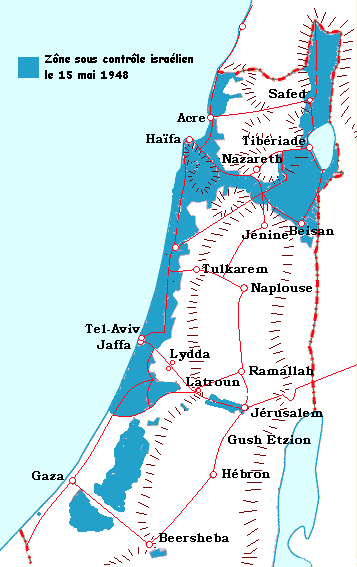
Zonas bajo control de las tropas judías a la víspera de la intervención de los ejércitos árabes y de dónde huyó o fue perseguida la mayor parte de la población palestina.

Desde el día siguiente de la aprobación del plan de partición en la ONU, las explosiones de alegría en la comunidad judía fueron contrarrestadas por la expresión de descontento al interior de la comunidad árabe. Rápidamente, la violencia estalló y fue en aumento: atentados, represalias y contra-represalias hacían que decenas de víctimas se sucedieran sin que nadie pudiera controlarlo.
En el período de diciembre de 1947 a enero de 1948, se contabilizaron cerca de 1000 muertos y 2000 heridos A fines de marzo, un informe dio cuenta de más de 2000 muertos y 4000 heridos. Estas cifras correspondían a un promedio superior a 100 muertos y 200 heridos por semana, sobre un total de 2 millones de habitantes.
Desde enero, bajo la mirada indiferente de las autoridades británicas, las operaciones tomaron un giro más militar con la entrada en Palestina de varios regimientos del Ejército de Liberación Árabe que se repartieron en las diferentes ciudades costeras y reforzaron Galilea y Samaria. Abdelkader al-Husayni llegó igualmente desde Egipto a la cabeza de varias cientos de hombres del Ejército de Guerra Santa y después de haber reclutado varios miles más organizó el bloqueo del Jerusalén, habitado por unos 97.000 judíos, 30.600 musulmanes y 29.400 cristianos. Las autoridades del Yishuv intentaron abastecer la ciudad por medio de convoyes reagrupando hasta un centenar de vehículos blindados para forzar las barreras, pero la operación resultó ser cada vez más impracticable y costosa en el transcurso. En marzo, la casi totalidad de los vehículos de la Haganá fue destruida, varios centenares de combatientes fueron asesinados y el bloqueo comenzó a estar operativo. La situación fue tanto más crítica cuanto que los asentamientos judíos del norte de Galilea y del Néguev quedaron aislados.
Mientras que la población judía recibió instrucciones estrictas de mantener a todo precio todos sus terrenos, la población árabe era más sumisa ante la situación de inseguridad que dominaba el país. Durante estos primeros meses, casi 100 000 palestinos, principalmente de clases superiores, abandonaron sus casas para refugiarse en el extranjero o en Samaria.
Esta situación empujó a los Estados Unidos a retractarse sobre su apoyo al Plan de partición, pero tranquilizó a la Liga Árabe sobre el falso análisis de la capacidad de los palestinos, reforzados por el Ejército de Liberación Árabe, para impedir la partición. De su parte, el 7 de febrero de 1948, los británicos optaron oficialmente por la opción del apoyo a la anexión de la parte árabe de Palestina por Jordania.
Incluso si se instaló cierta duda en el Yishuv, las derrotas aparentes se debieron más a una política de espera de la Haganá que a una verdadera debilidad. David Ben Gurión reorganizó la Haganá y volvió obligatorio el reclutamiento. Todos los hombres y mujeres del país recibieron entrenamiento militar. Gracias a los fondos reunidos por Golda Meir en los Estados Unidos y como consecuencia del apoyo de la causa sionista por Stalin, los representantes judíos pudieron firmar contratos muy importantes de armamento con los países del Este. Otros agentes encontraron en los equipos existentes de la Segunda Guerra Mundial una forma de equipar el ejército, del que necesitaba el Yishuv. La operación Balak permitió el envío de las primeras armas y equipos desde fines del mes de marzo. David Ben Gurión dejó a Yigael Yadin a cargo de estudiar un plan militar que permitiera preparar el Yishuv para la intervención anunciada de los Estados árabes. Se trató del plan Dalet, que fue puesto en práctica desde fines del mes de abril. En abril, la guerra entró en una segunda fase con el pase a la ofensiva por parte de la Haganá.
La primera operación (denominada Nahshon) consistió en levantar el bloqueo de Jerusalén: 1500 hombres de las brigadas Guivati de la Haganá y Harel del Palmaj lograron liberar la carretera del 5 al 20 de abril. Los productos enviados ofrecieron dos meses de prórroga a la población judía de Jerusalén. El éxito se duplicó por la muerte del líder palestino Abdelkader al-Husayni en el curso de los combates. Durante estos eventos, el 9 de abril, tropas del Irgún y del Lehi perpetraron una masacre en Deir Yassin que tuvo un gran impacto sobre la población palestina.
Al mismo tiempo, la primera operación de envergadura del Ejército de Liberación Árabe resultó en una debacle en Mishmar Ha'emek por la deserción de los drusos.
En el marco de la realización de la continuidad territorial prevista por el plan Dalet, las fuerzas de la Haganá, del Palmaj y del Irgún se lanzaron a la conquista de las localidades mixtas. La sociedad palestina se desmoronó. Tiberíades, Haifa, Safed, Beit She'an, Jaffa y Acre cayeron, lo que empujó a más de 250 000 palestinos al éxodo.
Mientras tanto, los británicos habían terminado en lo esencial con su retirada. La situación empujó a los líderes de los países árabes vecinos a intervenir, pero su preparación no estuvo a punto y no pudieron reunir las fuerzas que habrían podido inclinar la balanza. La mayor parte de las esperanzas palestinas residía en la Legión Árabe de rey Abdallah de Jordania, pero este último ambicionaba anexar el máximo de territorio del Mandato Británico de Palestina y jugó en los dos frentes, estando en contacto igualmente con las autoridades judías.
En preparación a la ofensiva, la Haganá lanzó sin éxito las operaciones Yiftah y Ben-'Ami para asegurar los asentamientos de Galilea y la operación Kilshon para asegurar un frente continuó en el sector de Jerusalén. La reunión del 10 de mayo entre Golda Meier y Abdallah, seguida de la toma y de la masacre de Kfar Etzion el 13 de mayo por la Legión Árabe, dejaron prever que la batalla por Jerusalén sería despiadada.
El 14 de mayo de 1948, David Ben Gurión declaró la independencia del Estado de Israel y la guerra de Palestina entró en una segunda fase con la entrada de los ejércitos árabes en Palestina.

## Nakba
La primera fase de la Nakba, que supuso la expulsión o huida forzosa de más de dos tercios de la población palestina del Mandato, tuvo lugar durante el transcurso de la guerra civil. En concreto, entre 250.000 y 300.000 palestinos fueron expulsados o huyeron de sus hogares durante esta. Este proceso tuvo lugar tras una intensa campaña de ataques terroristas judíos protagonizados por grupos como el Lehi o el Irgún, como el tiroteo de civiles en plazas o cafeterías, el ataque con granadas a la refinería de Haifa, la colocación de bombas en hoteles como el Semiramis o el Rey David, o masacres en aldeas como Sasa, Balad al-Shayj  o Deir Yassin.
A su vez, tanto la Haganá como el Palmaj comenzaron con la expulsión directa de la población palestina. A mediados de enero, los ataques de los diversos grupos judíos habían empujado a una quinta parte de la población de Jaffa (unas 15.000 personas) a huir a otros lugares. A finales de enero, se calcula que unos 20.000 árabes palestinos habían abandonado sus hogares en Haifa. Los habitantes de muchas aldeas palestinas cercanas a zonas judías de Jerusalén también huyeron.En febrero, el Palmaj dinamitó las casas árabes de Cesarea y expulsó a los habitantes árabes de esta ciudad. En Jaffa, fuerzas judías dinamitaron casas con sus habitantes todavía dentro. Un batallón de la brigada Golani atacó la aldea de Khirbet Nasser ed-Din, al suroeste de Tiberíades, a mediados de abril, masacrando a otros 22 aldeanos y expandiendo el pánico entre la población árabe de la zona. Unos días después, el 18 de abril, las fuerzas judías conquistaron Tiberíades. Sus 5.000 habitantes árabes palestinos huyeron presos del pánico tras la noticia de la masacre de Khirbet Nasser ed-Din. Las fuerzas de la Haganá saquean los barrios árabes. El 22 de abril, miles de palestinos huyeron de sus hogares en Haifa bajo el fuego de mortero de la Haganá; muchos se dirigieron al puerto para coger un barco hacia Beirut o Acre. En el caos resultante, algunos barcos atestados de gente se hundieron. Tres días después, el 25 de abril, miembros del Irgún atacaron Manshiyeh, en Jaffa, mientras que fuerzas de la Haganá bombardeaban con proyectiles de mortero y capturaban las aldeas circundantes. Los refugiados árabes palestinos huyen hacia Gaza, al sur. El 10 de mayo, las tropas judías tomaron Safad y expulsaron a sus miles de habitantes árabes palestinos, vaciando los barrios árabes de la ciudad. Aviones Piper Cub bombardearon los uadis cercanos para aceleran el éxodo. Al día siguiente, la Brigada Guivati atacó Beit Daras, cuyos habitantes huyeron a la cercana Isdud. Jaffa cayó el 14 de mayo, cuando fuerzas de la Haganá se adentraron en la ciudad; ya solo quedaban entre 3.000 y 4.000 habitantes árabes palestinos. En Beisan, todos los árabes fueron expulsados de sus hogares y enviados a Nazaret o más allá del río Jordán. Cuando las tropas judías entraron en Acre, solo unos 3.000 de sus 13.400 habitantes habían permanecido en la ciudad. Muchos más huyeron tras la conquista.